# Praeleda
Praeleda is een uitgestorven geslacht van tweekleppigen uit de  familie van de Praenuculidae.